# 藍帳汗國
藍帳汗國（哈萨克语：Көк Орда/Kök Orda，鞑靼语：Күк Урда/Kük Urda，土耳其语：Gök Ordu/Orda） ，又称青帐汗国，是蒙古帝国的诸汗国之一，形成于1227年前后。是成吉思汗死后蒙古帝国分裂出的众汗国之一，它是金帐汗国的一個组成部分。主要泛指位於金帳汗國與白帳汗國之間的昔班封地，該封地又被稱為灰帳汗國或灰色部落（Grey Horde），後來其後裔分散至中亞和西伯利亞等地建立政權，而被通稱為昔班王朝。

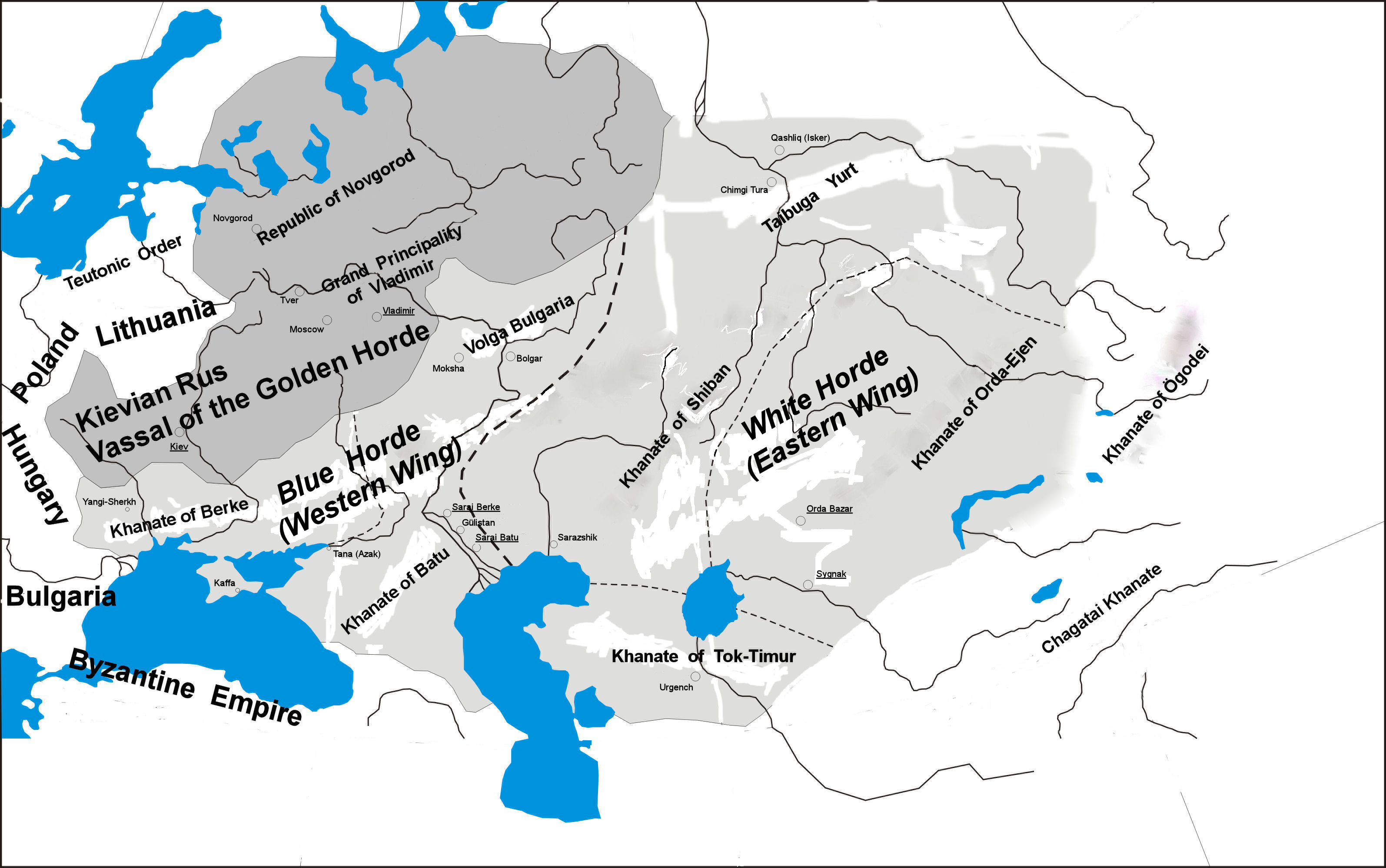
此圖中的金帳汗國被稱為藍帳汗國（兼轄西部的基輔羅斯諸國），其與東方白帳汗國之間的位置即為昔班的封地，日後從金帳汗國分離而被稱為「藍帳汗國」（即此條目）。

## 创始
1242年，朮赤次子拔都在萨莱（今伏尔加河下游阿斯特拉罕附近）定都，正式建立欽察汗國（又稱金帐汗國），而其兄斡兒答則建白帳汗國。至於拔都的弟弟昔班（朮赤的第五個兒子）在西征歐洲時立了大功，拔都分給了他一片領地，昔班便在乌拉尔山以东的鄂毕河与额尔齐斯河之间建立了他自己的营帐，版圖最遠至哈薩克的阿克托貝，稱藍帳汗國。

## 倾覆
脫脫迷失時代，白帳汗國向西移，藍帳汗國隨昔班家族向南移以至漸漸接近河中農業區。在昔班尼時代入主河中，維持一百年直到1599年昔班家族絕後為止。而没有移居河中的昔班家族後人則和台不花別吉的後人交替管轄西伯利亚汗国，直至被俄罗斯沙皇国征服。

## 青帳汗國可汗
- 昔班
  - 勒哈都兒
    - 哲齊不花
      - 巴答忽兒
        - 蒙哥·帖木兒
          - 爱别汗
            - 合罕别

          - 弗拉德
            - 易卜拉欣·欧兰
              - 道拉特·谢赫
                - 阿布海兒
                  - 谢赫布达克
                    - 昔班尼（布哈拉汗国）

            - 阿拉伯·沙
              - 哈只·图里
                - 帖木儿·谢赫
                  - 雅迪格尔（希瓦汗国）

          - 比克·坎地·欧兰
            - 哈桑·汗
            - 阿里·欧兰
              - 哈只·穆罕默德
                - 马哈茂迭客
                  - 伊巴克汗（西伯利亚汗国）

## 延伸阅读
- Boris Grekov和Alexander Yakubovski, "The Golden Horde and its Downfall".
- George Vernadsky, "The Mongols and Russia".